# Neftianik Leninogorsk
Le HK Neftianik Leninogorsk - en russe Хоккейный клуб «Нефтяник» Лениногорск et en anglais Neftyanik Leninogorsk - est un club de hockey sur glace de Leninogorsk en Russie. Il évolue dans la Pervaïa Liga, le second échelon russe.

## Historique
Le club est créé en 1965 .

## Palmarès
- Aucun titre.